# Racconti popolari giapponesi

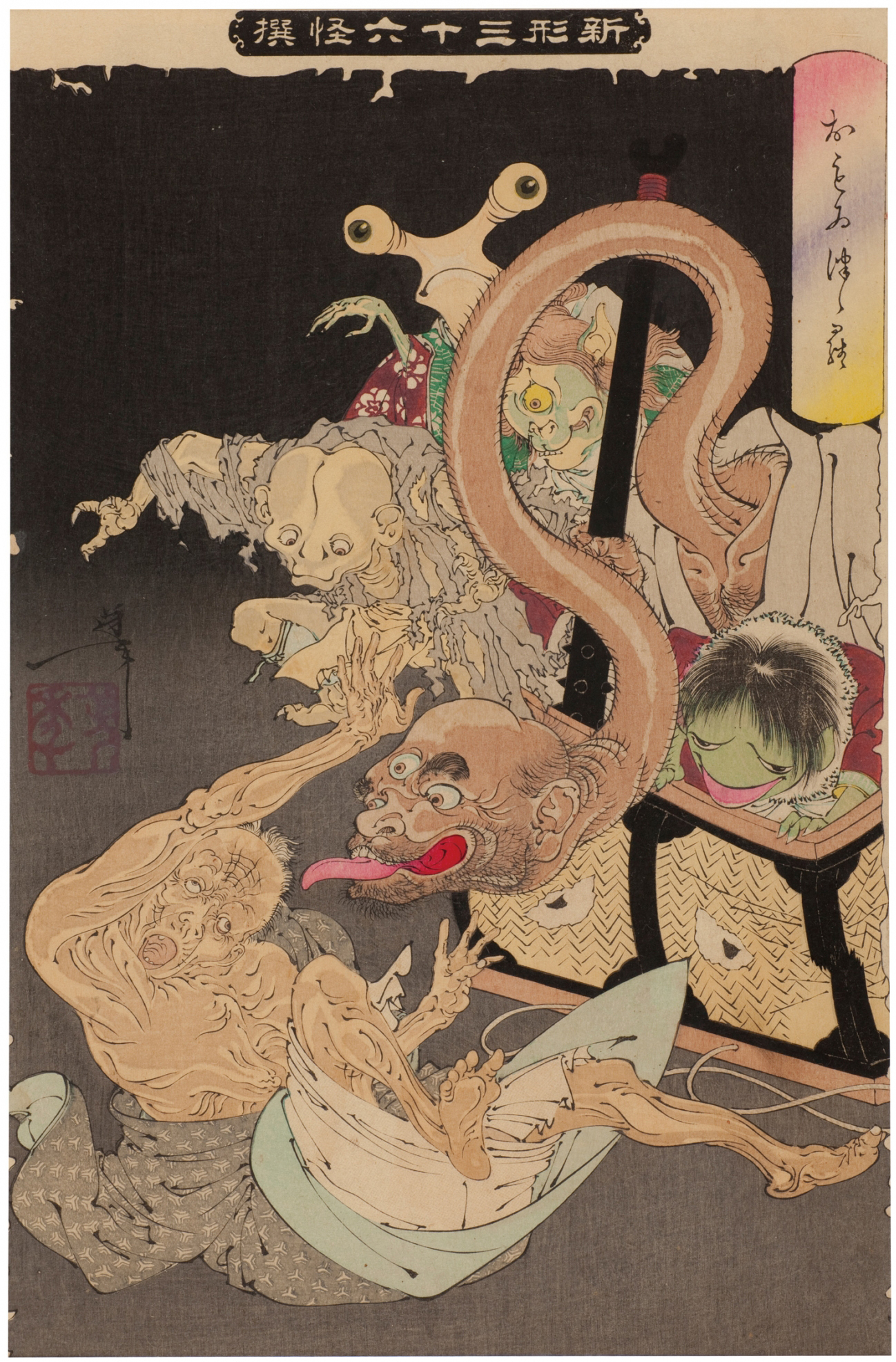
Il cesto pesante (1892), della serie Trentasei fantasmi, di Yoshitoshi.

I racconti popolari giapponesi sono una componente fondamentale del folclore giapponese. Il termine che nell'uso comune indica un insieme di storie classiche ben note.
Diversi racconti impostori sono mescolati a quelli veri, e risalgono al Periodo Muromachi (XIV-XVI secoli) ad anche in tempi precedenti al Medioevo. Questi normalmente non sono classificati come "racconti popolari" (cioè, raccolti dalla tradizione orale tra la popolazione).
In un senso più restrittivo, i "racconti popolari giapponesi" si riferiscono alla trasmissione orale di narrazioni popolari. Una raccolta sistematica di campioni è stata proposta dal folclorista Kunio Yanagita. Yanagita non gradiva la parola minwa (民話?), un termine coniato direttamente da "racconto popolare" (Yanagita ha affermato che il termine non era popolare). Egli ha quindi proposto l'uso del termine mukashibanashi (昔話? lett. storie di una volta) da applicare ad ogni tipo creativo di storia popolare (cioè, quelle che non sono mitiche e che sono più di un reportage), anche se normalmente tale parola è usata per indicare le narrazioni molto antiche.

## Storia
Molte storie del folclore giapponese hanno origini esterne al Giappone. Sembra che per la maggior parte provengano dalle Indie (attraverso la Cina) e dalla Cina stessa; occasionalmente dal Tibet, dalla Birmania o dalla Corea. A poco a poco, esse sono state adattate alla sensibilità giapponese fino alla nascita di racconti puramente nipponici. Per esempio, le storie che trattano di scimmie sono state influenzate dall'epopea sanscrita Ramayana e dal Viaggio in Occidente, scritto classico cinese.
Appaiono anche racconti legati alla tradizione buddhista theravāda  (jātaka), ma modificati nelle storie popolari giapponesi.
Le leggende di origine autenticamente giapponese sono di due tipi: quelli che risalgono agli albori della religione Scintoista, dodici secoli prima dell'introduzione del Buddhismo; e quelle, più recenti, datate al Medioevo Giapponese. Queste ultime sono ispirate ai poemi epici ed alle opere di armi famosi, così come alle avventure di monaci buddhisti o di persone che occupano un rango importante nella corte imperiale.
Narratori della seconda metà XX secolo andabano di città in città raccontando queste storie accompagnandole con illustrazioni chiamate kamishibai.
I racconti del folclore giapponese sono suddivisi in parecchie categorie: mukashibanashi (昔話? storie molto antiche), namidabanashi (涙話? storie tristi), obakebanashi (お化け話? storie di fantasmi), ongaeshibanashi (恩返し話? storie di ricompense di ricambi di favore), tonchibanashi (頓知話 oppure 頓智話 ? storie di spiriti), waraibanashi (笑い話? storie umoristiche), e yokubaribanashi (欲張り話? storie di avidità).

## Leggende e racconti del Giappone

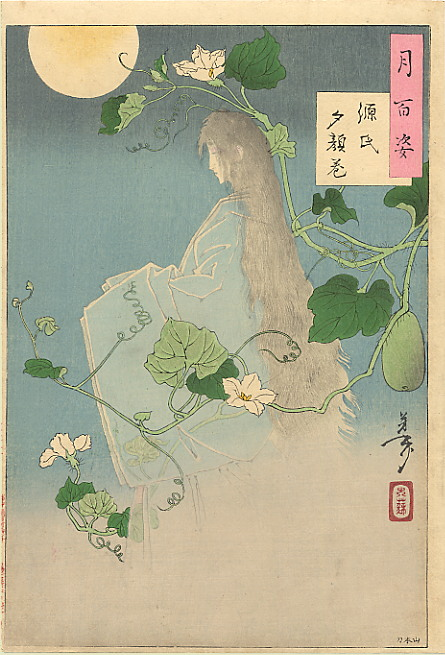
Il fantasma di Yugao (1886), di Tsukioka Yoshitoshi

### Shintoisti
- La creazione del mondo e del Giappone
- La discesa agl'Inferi
- Iwayado, il ritratto del Sole
- Susanoo ed il drago ad otto teste
- Urashima Tarō, il pescatore che salvò e la vita ad una tartaruga e poté visitare il palazzo in fondo al mare
- Il dragone di Enoshima

### Confuciani
- Komatzu Seichi, un modello di pietà filiale

### Buddhisti
- Gli alberi-nani
- I sei Jixō
- Le spettro del monaco
- Le salice del samurai, anche conosciuto sotto al nome di Salice di Kyōto, poiché si dice che la storia si svolga in questa città

### Medioevali
- Il sacrificio di Nakamitsu
- I due daimyō ed i loro servitori
- La mosca di Himeji o Il fantasma di Okiku ed i nove piatti (Banchō Sarayashiki)
- Il rimorso di Kumagai
- Watanabe e la strega
- La medusa e la scimmia
- L'Oloturia

### Moderni
- Il gatto-vampiro
- Il Rōnin Hara e sua madre
- Il mercante Rihei
- Il riconoscimento della volpe
- Lo Specchio
- Un'invenzione di un ubriaco
- La fontana della giovinezza

### Sulle fate
- Kintarō, il ragazzo dotato di forza sovrumana;
- Momotarō, il bambino nato da una pesca (la pesca in Giappone è un simbolo di longevità);
- Taketori monogatari, la storia del tagliabambù;
- Shoki, il cacciatore di demoni;
- Issun-bōshi, il ragazzo piccolissimo;
- La teiera che si trasforma in cane procione (tanuki in giapponese);
- Emma-o, il re degl'Inferi;
- La donna-volpe malvagia Tamamo-no-Mae (variante del gatto-vampiro);
- Il pescatore di perle;
- Il passero dalla lingua tagliata (Shita-kiri Suzume);
- Kiyohime, la donna-serpente vendicatrice;
- Il fantasma di Oiwa Yotsuya Kaidan;
- La montagna che cigola;
- Il taglialegna e il re dei demoni;
- Il vecchio che fa rivivere gli alberi morti (Hanasaka Jiisan);
- Il sacrificio della lepre (Usagi)

## Note

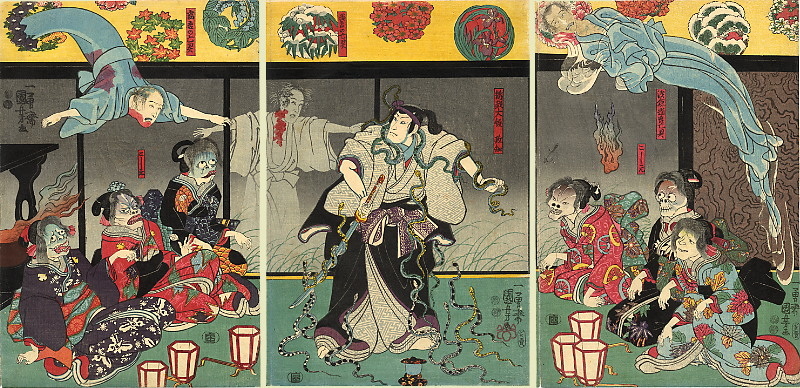
I fantasmi, ca. 1850, di Kuniyoshi Utagawa.